# Tejadillos
Tejadillos – gmina w Hiszpanii, w prowincji Cuenca, w Kastylii-La Mancha, o powierzchni 63,28 km². W 2011 roku gmina liczyła 139 mieszkańców.